# Tectaria taccifolia
Tectaria taccifolia là một loài thực vật có mạch trong họ Dryopteridaceae. Loài này được (Fée) M.G. Price miêu tả khoa học đầu tiên năm 1974.